# Shady Records
Shady Records je americká hudební nahrávací společnost, kterou v roce 1999 založili rapper a hudební producent Eminem a jeho manažer Paul Rosenberg.
Distribuci zařizuje Interscope Records v USA a Polydor Records mimo USA.

## Historie

### Počátky (1999-2000)
Po vydání multi-platinového alba The Slim Shady LP přijal Eminem nabídku svého labelu Aftermath/Interscope na vytvoření vlastního imprintu. Této nabídky využil koncem roku 1999, kdy se svým manažerem založili Shady Records.

### Zlatá éra (2001-2010)
První byla upsána detroitská skupina D12 a prvním albem vydaným u Shady Records byl právě jejich debut Devil's Night. Roku 2001 přibyl rapper Obie Trice, kterého k labelu přivedl člen D12 Bizarre.
Roku 2002 se Eminem začal zajímat o tehdy neznámého rappera s pseudonymem 50 Cent a po poslechu jeho mixtapů mu nabídl spolupráci, která vedla k jeho upsání pod Shady/Aftermath. Druhým albem vydaným u labelu byl multi-platinový soundtrack k filmu 8. míle, na kterém se podíleli všichni umělci z labelu.
Třetím albem bylo opět multi-platinové Get Rich or Die Tryin', debut 50 Centa. Dále byli upsáni atlantští rappeři Stat Quo (2003) a Bobby Creekwater (2005). Roku 2006 ještě přibyl kalifornský rapper Cashis, který byl na dlouhých pět let posledním přírůstkem. Naopak roku 2008 byly ukončeny smlouvy se Stat Quo a Obie Trice. Roku 2009 pak s Bobby Creekwater a v roce 2011 i s rapperem Cashis.

### Shady 2.0 (2011-dosud)
V roce 2011 začal být tvořen koncept nové vlny umělců na labelu. Jako první byla upsána skupina Slaughterhouse, kterou tvoří rappeři Crooked I, Joe Budden, Joell Ortiz a Royce da 5'9". Dále byl přijat rapper Yelawolf a vytvořeno duo Bad Meets Evil, které tvoří Eminem a Royce da 5'9".
Roku 2012 získal i sólo smlouvu rapper Joell Ortiz.

## Umělci

### Současní
| Umělec         | Roky působení | Počet alb u labelu |
| -------------- | ------------- | ------------------ |
| Eminem         | 1999-nyní     | 10                 |
| Bad Meets Evil | 2011-nyní     | 1                  |
| Griselda       | 2017-nyní     | 1                  |
| Boogie         | 2017-nyní     | 1                  |

### Bývalí
| Umělec           | Roky působení | Počet alb u labelu |
| ---------------- | ------------- | ------------------ |
| Obie Trice       | 2001-2008     | 2                  |
| Stat Quo         | 2003-2008     | -                  |
| Bobby Creekwater | 2005-2009     | -                  |
| Cashis           | 2006-2011     | 1                  |
| 50 Cent          | 2002-2014     | 4                  |
| Slaughterhouse   | 2011-2018     | 1                  |
| D12              | 1999-2018     | 2                  |
| Yelawolf         | 2011-2019     | 4                  |

## Diskografie
| Rok  | Album | Nejvyšší umístění v hitparádě | Nejvyšší umístění v hitparádě | Nejvyšší umístění v hitparádě | Nejvyšší umístění v hitparádě | Certifikace                                         |
| Rok  | Album | US 200                        | US R&B/ Hip-Hop               | CAN                           | UK                            | Certifikace                                         |
| ---- | --- | ----------------------------- | ----------------------------- | ----------------------------- | ----------------------------- | --------------------------------------------------- |
| 2000 | Eminem - The Marshall Mathers LP - Vydáno: 23. květen 2000 - Vydavatel: Shady, Aftermath Interscope      | 1                             | 1                             | 1                             | 1                             | US: diamantová CAN: 8x platinová UK: 7x platinová   |
| 2001 | D12 - Devil's Night - Vydáno: 19. června 2001 - Vydavatel: Shady, Interscope                             | 1                             | -                             | -                             | 2                             | US: platinová CAN: platinová UK: platinová          |
| 2002 | Eminem - The Eminem Show - Vydáno: 28. května 2002 - Vydavatel: Shady, Aftermath, Interscope             | 1                             | 1                             | 1                             | 1                             | US: diamantová CAN: diamantová UK: 5x platinová     |
| 2002 | Shady Records - 8 Mile OST - Vydáno: 29. října 2002 - Vydavatel: Shady, Interscope                       | 1                             | -                             | 1                             | 1                             | US: 4x platinová CAN: 5x platinová UK: zlatá        |
| 2003 | 50 Cent - Get Rich or Die Tryin' - Vydáno: 6. února 2003 - Vydavatel: Shady, Aftermath, Interscope       | 1                             | 1                             | 1                             | 2                             | US: 8x platinová CAN: 6x platinová UK: 2x platinová |
| 2003 | Obie Trice - Cheers - Vydáno: 23. září 2003 - Vydavatel: Shady, Interscope                               | 5                             | 3                             | 2                             | 11                            | US: zlatá UK: zlatá                                 |
| 2004 | D12 - D12 World - Vydáno: 27. dubna 2004 - Vydavatel: Shady, Interscope                                  | 1                             | 1                             | 1                             | 1                             | US: 2x platinová UK: platinová                      |
| 2004 | Eminem - Encore - Vydáno: 12. listopadu 2004 - Vydavatel: Shady, Aftermath, Interscope                   | 1                             | 1                             | 1                             | 1                             | US: 4x platinová UK: 4x platinová                   |
| 2005 | 50 Cent - The Massacre - Vydáno: 3. března 2005 - Vydavatel: Shady, Aftermath, Interscope                | 1                             | 1                             | 1                             | 1                             | US: 5x platinová CAN: 3x platinová UK: platinová    |
| 2005 | Eminem - Curtain Call: The Hits - Vydáno: 6. prosince 2005 - Vydavatel: Shady, Aftermath, Interscope     | 1                             | 1                             | 1                             | 1                             | US: 3x platinová CAN: 4x platinová UK: 5x platinová |
| 2006 | Obie Trice - Second Round's on Me - Vydáno: 15. srpna 2006 - Vydavatel: Shady, Interscope                | 8                             | 5                             | 4                             | 46                            |                                                     |
| 2006 | Shady Records - Eminem Presents: The Re-Up - Vydáno: 5. prosince 2006 - Vydavatel: Shady, Interscope     | 2                             | 2                             | 2                             | 3                             | US: platinová UK: zlatá                             |
| 2007 | Cashis - The County Hound EP - Vydáno: 22. května 2007 - Vydavatel: Shady, Interscope                    | 106                           | 37                            | -                             | -                             |                                                     |
| 2007 | 50 Cent - Curtis - Vydáno: 11. září 2007 - Vydavatel: Shady, Aftermath, Interscope                       | 2                             | 2                             | 2                             | 2                             | US: platinová                                       |
| 2009 | Eminem - Relapse - Vydáno: 15. května 2009 - Vydavatel: Shady, Aftermath, Interscope                     | 1                             | 1                             | 1                             | 1                             | US: 2x platinová UK: platinová                      |
| 2009 | 50 Cent - Before I Self Destruct - Vydáno: 9. listopadu 2009 - Vydavatel: Shady, Aftermath, Interscope   | 5                             | 1                             | 11                            | 22                            | US: zlatá                                           |
| 2010 | Eminem - Recovery - Vydáno: 18. června 2010 - Vydavatel: Shady, Aftermath, Interscope                    | 1                             | 1                             | 1                             | 1                             | US: 3x platinová CAN: platinová UK: 3x platinová    |
| 2011 | Bad Meets Evil - Hell: The Sequel EP - Vydáno: 14. června 2011 - Vydavatel: Shady, Interscope            | 1                             | 1                             | 17                            | 7                             | US: platinová UK: zlatá                             |
| 2011 | Yelawolf - Radioactive - Vydáno: 21. listopadu 2011 - Vydavatel: Shady, Interscope, Ghet-O-Vision, DGC   | 27                            | 6                             | -                             | -                             |                                                     |
| 2012 | Slaughterhouse - Welcome to: Our House - Vydáno: 28. srpna 2012 - Vydavatel: Shady, Interscope           | 2                             | 1                             | 4                             | 8                             |                                                     |
| 2013 | Eminem - The Marshall Mathers LP 2 - Vydáno: 5. listopadu 2013 - Vydavatel: Shady, Aftermath, Interscope | 1                             | 1                             | 1                             | 1                             | US: 4x platinová CAN: 4x platinová UK: 2x platinová |
| 2014 | VA - Shady XV - Vydáno: 24. listopadu 2014 - Vydavatel: Shady, Interscope                                | 3                             | 1                             | 1                             | -                             | US: zlatá                                           |
| 2015 | Yelawolf - Love Story - Vydáno: 21. dubna 2015 - Vydavatel: Shady, Interscope                            | 3                             | 1                             | -                             | 25                            |                                                     |
| 2015 | VA - Southpaw OST - Vydáno: 24. července 2015 - Vydavatel: Shady, Interscope                             | 5                             | 2                             | 2                             | -                             |                                                     |
| 2017 | 50 Cent - Best Of - Vydáno: 31. března 2017 - Vydavatel: Shady, Aftermath, Interscope                    | 135                           | —                             | 75                            | —                             |                                                     |
| 2017 | Yelawolf - Trial by Fire - Vydáno: 27. října 2017 - Vydavatel: Slumerican, Shady, Interscope             | 42                            | 23                            | 16                            | —                             |                                                     |
| 2017 | Eminem - Revival - Vydáno: 15. prosince 2017 - Vydavatel: Shady, Aftermath, Interscope                   | 1                             | 1                             | 1                             | 1                             | US: zlatá CAN: platinová UK: platinová              |
| 2018 | Eminem - Kamikaze - Vydáno: 31. srpna 2018 - Vydavatel: Shady, Aftermath, Interscope                     | 1                             | 1                             | 1                             | 1                             | US: platinová UK: platinová                         |
| 2019 | Boogie - Everythings for Sale - Vydáno: 25. ledna 2019 - Vydavatel: Shady, Interscope                    | 28                            | 18                            | 61                            | —                             |                                                     |
| 2019 | Yelawolf - Trunk Muzik III - Vydáno: 29. března 2019 - Vydavatel: Slumerican, Shady, Interscope          | 28                            | 17                            | 24                            | —                             |                                                     |
| 2019 | Griselda - WWCD - Vydáno: 29. listopadu 2019 - Vydavatel: Griselda, Shady, Interscope, Universal         | —                             | —                             | —                             | —                             |                                                     |
| 2020 | Eminem - Music to Be Murdered By - Vydáno: 17. ledna 2020 - Vydavatel: Shady, Aftermath, Interscope      | TBA                           | TBA                           | TBA                           | TBA                           |                                                     |